# Кацуя, Бернард Тайдзи
Бернард Тайдзи Кацуя (яп. ベルナルド勝谷太治 бэрунарудо кацуя тайдзи) (2.12.1955 г., Япония) — католический прелат, епископ Саппоро с 22 июня 2013 года.

## Биография
29 апреля 1986 года Бернард Тайдзи Кацуя был рукоположён в священника.
22 июня 2013 года Римский папа Франциск назначил Бернарда Тайдзи Кацуя епископом Саппоро.